# 안산군 여단지
안산군 여단지(安山郡 厲壇址)는 대한민국 경기도 안산시 상록구에 있다. 2016년 11월 28일 안산시의 향토유적 제28호로 지정되었다.

## 개요
여제단(厲祭壇) 준말로 여제(厲祭)를 지내는 장소이다. 여제는 전쟁이나 질병·형벌 등으로 불운하게 죽은 혼령을 위로하는 제사이다. 특히 이곳은 조선시대 국가의 지방조직과 구휼을 통한 대민정책을 알 수 있는 중요한 문화유산자료이다.